# バトケン州
座標: 北緯40度45分 東経70度45分 / 北緯40.750度 東経70.750度
バトケン州 (キルギス語: Баткен областы、ロシア語: Баткенская область) はキルギスの州の一つである。州都はバトケン。東はオシ州、南、西、北はそれぞれタジキスタンに囲まれており、北東部にはウズベキスタンのフェルガナ州がある。州北部には農業の盛んなフェルガナ盆地が広がる。南部はアライ山脈から東に、トルキスタン山地により西に分け隔てられている。

## 概要
2009年の人口統計によると、バトケン州の現在人口は380,256人である。この内、24.2％がバトケン州の4つの市と5つの町に住んでおり、残りの75.8％が地方の村に住んでいる。州に住む人々の大部分 (76.5％) はキルギス人である。州にはキルギス人のほか、ウズベク人 (14.7％) やタジク人 (6.9％)、ロシア人 (0.8％)、タタール人 (0.4％)、トルコ人 (0.2％)などが住んでいる。
州内にはヴォルフ (タジキスタン)などタジキスタン、ウズベキスタンの飛び地が存在する。これらの地域はイスラム過激派組織及び麻薬密輸グループの移動ルートにも重なっており、ウズベキスタン及びタジキスタン当局との衝突が発生することもある（後述）。2022年現在、日本国政府は渡航中止勧告を出している。
バトケン州はオシ州の西部地域から分離する形で1999年10月12日に制定された。これは一部にはタジキスタンを拠点として活動しているウズベキスタン・イスラム運動 (IMU) の活動に対する反応であるともされる。1999年、ウズベキスタン・イスラム運動は日本の地質学者を誘拐、2000年にはアメリカ合衆国の登山家数名を拉致した。2年間で49人のキルギス人兵士が殺された。これ以降、2006年5月にドラッグに関連したタジキスタンとの国境での交戦を除けば類似した事件は起こっていない。
2021年4月、タジキスタンとの国境で給水施設をめぐり双方の住民が対立し、その後両国の軍部隊が衝突。数十人の死者が発生。2022年9月にはキルギス軍とタジキスタン軍との交戦が発生し、同月18日までの間、キルギス側で59人以上が死亡・行方不明、144人が負傷した。

## 社会経済
- 雇用人口: 157,300 (2008) [6]
- 非雇用人口: 5,499 (2008)[7]
- 輸出額: 1470万ドル (2008)[8]
- 輸入額: 5360万ドル (2008) [8]

## 人口統計
2009年時点において、バトケン州には4つの市と5つの町、198の村がある。2009年の人口統計によると、バトケン州の人口は38.03万人  (現在人口) から42.86万人である (法定人口)。

### 民族構成
2009年の調査によると、バトケン州の民族構成は以下のようになっている。
| 民族       | 人口    | 人口比 |
| ---------- | ------- | ------ |
| キルギス人 | 327,739 | 76.5%  |
| ウズベク人 | 63,048  | 14.7%  |
| タジク人   | 29,569  | 6.9%   |
| ロシア人   | 3,560   | 0.8%   |
| タタール人 | 1,910   | 0.4%   |
| トルコ人   | 888     | 0.2%   |
| ウイグル人 | 264     | 0.1%   |
| その他     | 1,295   | 0.3%   |

## バトケン州の地方行政区画
バトケン州はさらに3つの地区に分かれる。
| 地区             | 行政府     | 位置 |
| ---------------- | ---------- | ---- |
| カダムジャイ地区 | プルゴン   | 東   |
| バトケン地区     | バトケン   | 中央 |
| レイレク地区     | イスファナ | 西   |

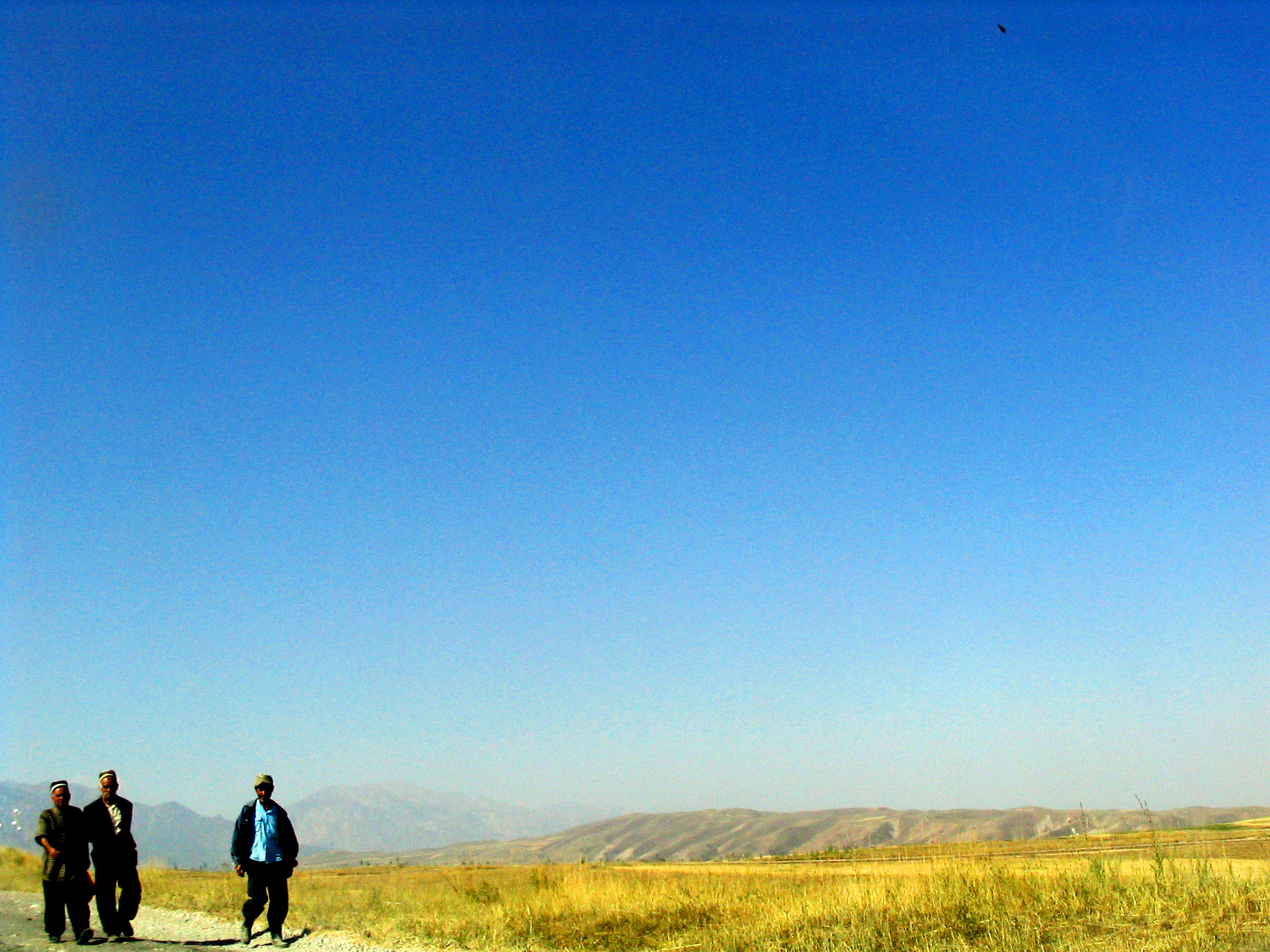
バトケン州の風景

バトケンには4つの市がある。バトケン、イスファナ、キジルキヤ、スルユクタである。また、チャウヴァイ、ハイダルカン、ソヴェトスキー、カダムジャイ、ヴォストチュニの5つの街がある。

## 飛地

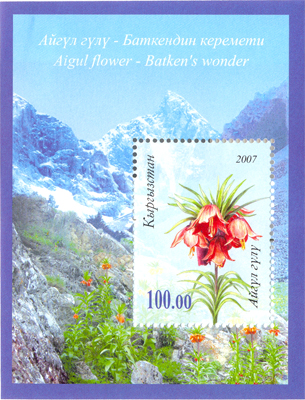
バトケン州の花をあしらったキルギスの切手

ソビエト連邦時代にバトケン州内にいくつかの飛地が制定された。
チョング・カラはウズベキスタンの飛地で、スフ川付近、スフのすぐ上にある。約2km×1kmの大きさである。北緯40度13分56秒 東経71度02分07秒 / 北緯40.23217度 東経71.03519度
ジャンギ・アイールはウズベキスタンの飛地で、バトケンの約60km東、ウズベキスタンとの国境付近にある。大きさは半径約2～3kmである。北緯40度12分54秒 東経71度33分41秒 / 北緯40.21506度 東経71.56151度
カイラガチュはタジキスタンの飛地で、バトケン州の北西部の境界に位置し、バトケンの約130km西にある。
シャヒマルダンはウズベキスタンの飛地で、バトケンの約80km東、ウズベキスタンとの国境からは約19km南にある。地区の全面積は約90km2であり、1993年時点における人口は5,100人である。ウズベク人が地区全体の民族構成の約91％を占める
スフはウズベキスタンの飛地でバトケンの約24km東にある。バトケン州内でもっとも面積の大きい飛地であり、全面積は約325km2、東西の距離は3～13km、南北の距離は約35km、バトケンからオシへと続く道がこの飛地内を通っている。人口構成は1993年時点でタジク人が99％に当たる42,800人を占めている。 北緯39度56分42秒 東経71度05分54秒 / 北緯39.94502度 東経71.09837度
ヴォルフはタジキスタンの飛地で、地区の全面積は約130km2である。イスファラの約45km南、バトケンからは約24km南西に位置し、カラフシン川の右岸に位置する。17の村で構成され、全人口は23,000~29,000人、95％をタジク人が占め、残りの5％がキルギス人である。

## 観光

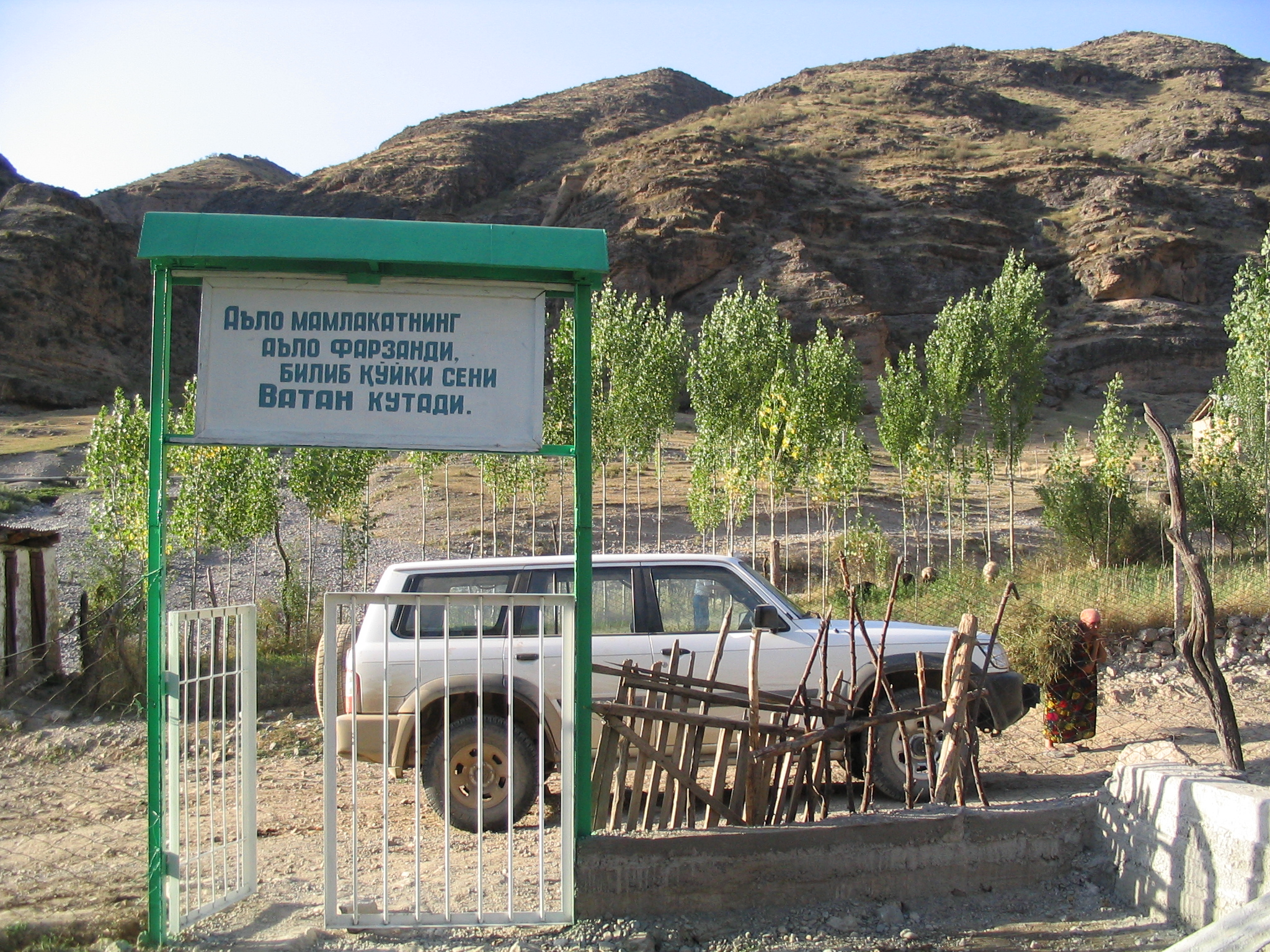
バトケン州の学校

近年まで、安全面の問題から外国人の観光は推奨されて来なかった。オシとバトケン間を道路に沿って旅行する際、飛地であるスフを通る必要があり、キルギスの出入国審査とウズベキスタンの出入国審査を受ける必要が有るためである。舗装されていない道を走行可能な車両であれば、飛地を迂回して出入国審査を受けずに旅行することが可能である。南部の山々は壮麗な景観を提供するが、切り立った岩肌が露出しており登山は容易ではない。Summitsの標高は5509m、Pik Skalistiyの標高は5621mである。

## 参考資料
- Laurence Mitchell, Kyrgyzstan, Bradt Travel Guides, 2008.